# AN/SPY-1
1. Preusmjeri Nacrt:AN/SPY-1